# Ulrike Almut Sandig
Ulrike Almut Sandig (* 15. Mai 1979 in Großenhain, Sachsen) ist eine deutsche Schriftstellerin und Lyrikerin.

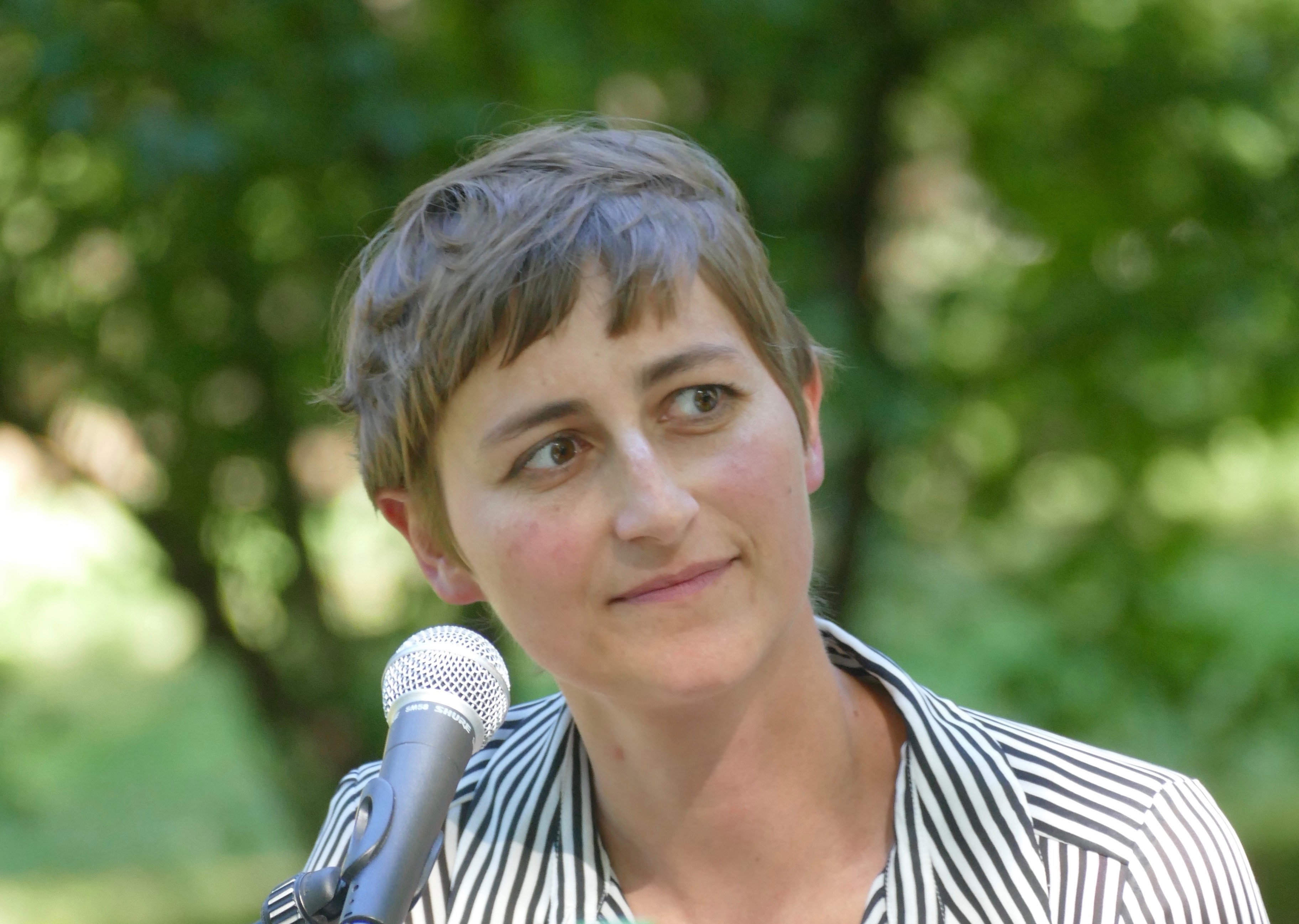
Ulrike Almut Sandig auf dem Erlanger Poetenfest 2016

## Leben und Werk
Ulrike Almut Sandig, Tochter des Pfarrers und Politikers Heiner Sandig, wuchs in Nauwalde auf. 2001 gründete sie gemeinsam mit der Autorin und Musikerin  Marlen Pelny die Literaturprojekte augenpost und ohrenpost, für die sie Gedichte an Bauzäune klebte, auf Flyern und Gratispostkarten verbreitete und erste Lesekonzerte gab. Nach dem Studium der Journalistik (abgebrochen), Religionswissenschaft und Indologie (u. a. in Indien, M.A. 2005) studierte sie am Deutschen Literaturinstitut Leipzig, das sie 2010 mit einem Diplom abschloss. Sie debütierte 2005 beim Leipziger Verlag Connewitzer Verlagsbuchhandlung mit dem Gedichtband Zunder.
Sandig verfasst Lyrik, Prosa und Hörspiele. Von 2007 bis 2009 gab sie gemeinsam mit Jan Kuhlbrodt die Leipziger Literaturzeitschrift EDIT heraus, 2017 gemeinsam mit Christoph Buchwald das 31. Jahrbuch der Lyrik. Im Frühjahr 2010 erschien der erste Erzählband (elf Kurzgeschichten) unter dem Titel Flamingos bei Schöffling & Co., im Jahr 2020 erschien ihr erster Roman Monster wie wir, der zum großen Teil in den späten Jahren der DDR spielt und das Leben dreier von sexualisierter Gewalt betroffener Kinder und ihrer Familien thematisiert. Ihr Gedichtband ich bin ein Feld voller Raps verstecke die Rehe und leuchte wie dreizehn Ölgemälde übereinandergelegt wurde vom Album hörbare Gedichte begleitet, einer Zusammenarbeit mit dem Klangkosmonauten Sebastian Reuter. Für ihre Liveauftritte arbeitet Ulrike Almut Sandig eng mit verschiedenen Komponisten und Musikern zusammen, darunter der kashmirische Singer-Songwriter Mohammad Muneem Nazir und die indigene neuseeländische Lyrikerin und Singer-Songwriterin Hinemoana Baker.
Gemeinsam mit dem ukrainischen Dichter und Musiker Grigory Semenchuk, den sie in Kiew kennenlernte, betreibt sie das Poesiekollektiv Landschaft, dessen Texte auf Gedichten von Sandig und Semenchuk basieren. Bei Nachdichtungen aus dem Ukrainischen arbeitet Sandig mit Claudia Dathe zusammen.
Ulrike Almut Sandig lebt mit ihrer Familie in Berlin. Sie war Mitglied des PEN-Zentrums Deutschland und ist Mitgründerin des PEN Berlin.

## Auszeichnungen
- 2006: Lyrikpreis Meran
- 2006: Hertha-Koenig-Förderpreis
- 2007: Stipendium im Künstlerhaus Lukas Ahrenshoop
- 2007: Stadtschreiberin von Sydney
- 2008: Stipendium im Künstlerhaus Edenkoben
- 2008: Förderpreis zum Ernst-Meister-Preis für Lyrik
- 2009: Förderpreis zum Lessing-Preis des Freistaates Sachsen
- 2009: Leonce-und-Lena-Preis
- 2010: Silberschweinpreis der Lit.Cologne
- 2010: Stipendium des Bodman-Hauses Gottlieben
- 2010: Stadtschreiberin von Helsinki
- 2010: Hotlist – Buchpreis der unabhängigen Verlage für Flamingos
- 2012: Märkisches Stipendium für Literatur (Prosa)
- 2012: Förderpreis zum Droste-Preis der Stadt Meersburg
- 2014: Arbeitsstipendium für Schriftstellerinnen der Kulturverwaltung des Berliner Senats[9]
- 2017: Literaturpreis des Kulturkreises der deutschen Wirtschaft
- 2017: Stipendium der Villa Concordia Bamberg
- 2018: Wilhelm-Lehmann-Preis[10]
- 2018: Horst Bingel-Preis für Literatur „für ihr lyrisches Werk“
- 2020: Roswitha-Preis[11]
- 2021: Erich-Loest-Preis für ihr lyrisches Werk sowie ihren Roman Monster wie wir
- 2021: Thomas Kling-Poetikdozentur[12]
- 2023: Robert-Gernhardt-Preis für ihr Romanprojekt Die Düne

## Werke

### Einzeltitel
- Zunder. Gedichte. Connewitzer Verlagsbuchhandlung, Leipzig 2005, ISBN 3-937799-16-8.
- der tag, an dem alma kamillen kaufte. Musikalisches Hörbuch mit Marlen Pelny. Connewitzer Verlagsbuchhandlung, Leipzig 2006, ISBN 3-937799-20-6.
- Streumen. Gedichte. Connewitzer Verlagsbuchhandlung, 2007, ISBN 978-3-937799-30-8.
- Hush little Baby. Hörspiel. 2008.
- Flamingos. Geschichten. Schöffling Verlag, Frankfurt am Main 2010, ISBN 978-3-89561-185-8.
- Unter Wasser. Hörspiel. 2010.
- Dickicht. Gedichte. Schöffling Verlag, Frankfurt am Main 2011, ISBN 978-3-89561-186-5.
  - Englische Ausgabe: Thick of It. Übersetzt von Karen Leeder. Seagull Books, 2018.
- Märzwald. Musikalisches Hörbuch mit Marlen Pelny. Schöffling Verlag, Frankfurt am Main 2011, ISBN 978-3-89561-187-2.
- Buch gegen das Verschwinden. Geschichten. Schöffling Verlag, Frankfurt am Main 2015, ISBN 978-3-89561-188-9.
- Grimm. Gedichte nach den Kinder- und Hausmärchen von Jacob und Wilhelm Grimm. Edition Wege durch das Land, Detmold 2015, ISBN 978-3-946156-00-0.
- ich bin ein Feld voller Raps verstecke die Rehe und leuchte wie dreizehn Ölgemälde übereinandergelegt. Gedichte. Schöffling Verlag, Frankfurt am Main 2016, ISBN 978-3-89561-189-6.
  - Englische Ausgabe: I am a field of rapeseed give cover to deer and shine like thirteen oil paintings laid one on top o the other. Übersetzt von Karen Leeder. Seagull Books, Calcutta/New York/London 2020.
- Ulrike Almut Sandig. (= Poesiealbum. 323). Lyrikauswahl: Axel Helbig, Grafik von Cristina Ohlmer. Märkischer Verlag, Wilhelmshorst 2016, ISBN 978-3-943708-23-3.
- Landschaft. Musikalbum mit Grigory Semenchuk. Schöffling Verlag, Frankfurt am Main 2018, ISBN 978-3-89561-184-1.
- Monster wie wir. Roman. Schöffling Verlag, Frankfurt am Main 2020, ISBN 978-3-89561-183-4.[13]
- Leuchtende Schafe. Gedichte. Frankfurt am Main 2022.
  - Englische Ausgabe: Shining Sheep. Übersetzt von Karen Leeder. Seagull Books, 2023.

### Übersetzungen
- Hinemoana Baker: Funkhaus. Gedichte. Aus dem Neuseeländischen Englisch. Edition Azur, Verlag Voland & Quist, Berlin 2023, ISBN 978-3-942375-67-2.

### Anthologien und Literaturzeitschriften
- Claudia Dathe, Tania Rodionova, Asmus Trautsch (Hrsg.) Den Krieg übersetzen – Gedichte aus der Ukraine. edition.FOTOTAPETA, Berlin 2024, ISBN 978-3-949262-43-2.
- Michael Krüger, Ulrike Almut Sandig: Sonne Mond und Sterne / Unter Sternen und Schnee, Wendebuch der Reihe Unter Sternen, Bd. 7, Verlag Ulrich Keicher, Leonberg 2023.
- Anja Bayer, Daniela Seel (Hrsg.): all dies hier, Majestät, ist deins – Lyrik im Anthropozän. kookbooks, Berlin 2016, ISBN 978-3-937445-80-9.
- Tobias Lehmkuhl (Hrsg.): Der erste Frost kommt unverlangt. Hundert Wintergedichte. 2011.
- Susanne Gretter (Hrsg.): Sommerliebe. Ein Ferienlesebuch. 2011.
- Ron Winkler (Hrsg.): Schneegedichte. 2011.
- Christoph Buchwald (Hrsg.): Jahrbuch der Lyrik. 2006, 2009, 2011.
- Shafiq Naz (Hrsg.): Der deutsche Lyrikkalender 2011. Jeder Tag ein Gedicht, alhambra publishing, B-Bertem 2010.
- Axel Kutsch (Hrsg.): Versnetze. Das große Buch der neuen deutschen Lyrik, Verlag Ralf Liebe, Weilerswist 2008.
- Ron Winkler (Hrsg.): Hermetisch offen. Poetiken junger deutschsprachiger AutorInnen. 2008.
- Jan Wagner, Björn Kuhligk (Hrsg.): Lyrik von Jetzt Zwei. 2008.
- Fritz Deppert, Christian Döring, Hanne F. Juritz (Hrsg.): Unter der Folie aus Luft. Anthologie zum Literarischen März 2009. 2009.
- Literaturzeitschriften: Akzente, BELLA triste, um[laut], Lichtungen, Sinn und Form, Wespennest, Belletristik u. a.